# Pleuromucrum articulatum
Pleuromucrum articulata is een mosdiertjessoort uit de familie van de Phidoloporidae. De wetenschappelijke naam van de soort is, als Mucronella articulata voor het eerst geldig gepubliceerd in 1900 door Philipps.